# Табеллини, Гвидо
Гвидо Энрико Табеллини (итал. Guido Enrico Tabellini; род. 26 января 1956, Турин) — итальянский экономист, ректор университета Боккони (2008—2012).

## Биография
Родился 26 января 1956 года в Турине.
В 1980 году получил высшее экономическое образование в Турине, в 1984 году — докторскую степень в Калифорнийском университете.

### Работа
- ассистент профессора в Калифорнийском университете;
- экстраординарный профессор Стэнфордского университета;
- с 1990 по 1991 год — ординарный профессор политической экономии в университете Кальяри;
- с 1991 по 1994 год — ординарный профессор политической экономии в университете Брешиа[итал.];
- с 1994 года преподаёт в университете Боккони;
- с 2008 по 2012 год — ректор в университете Боккони[1];
- сотрудничал с лондонским Центром исследований экономической политики[англ.][2].

### Достижения
- почётный иностранный член Американской академии искусств и наук;
- член Эконометрического общества;
- член Канадского института передовых исследований[англ.];
- президент Европейской экономической ассоциации[англ.].

## Избранная библиография
Публикации на английском языке
- Macroeconomic Policy, Credibility and Politics (Harwood Academic Publishers: Chur, London, Paris, New York), 1990, (with T. Persson).
- Monetary and Fiscal Policy, Volume I: Credibility, Volume II: Politics, editor, (MIT Press: Cambridge), 1994, (with T. Persson).
- Flexible integration: Towards a more effective and democratic Europe (CEPR: London), 1995, (with M. Dewatripont, F. Giavazzi[англ.], J. von Hagen, I. Harden, G. Roland. H. Rosenthal, A. Sapir and T. Persson) .
- Political Economics: Explaining Economics Policy, (MIT Press: Cambridge), 2000 (with T. Persson).
- The Economic Effects of Constitutions: What Do the Data Say? — MIT Press: Cambridge, August 2003 (with T. Persson).
- Growth, distribution, and politics//European Economic Review 36, 593—602, 1992, (with T. Persson).
- Growth, distribution and politics/Cukierman, A., Z. Hercowitz and L. Leiderman (eds.) //The Political Economy of Business Cycles and Growth, 3-22, (MIT Press: Cambridge), 1992 (with T. Persson)
- Avner Greif and Guido Tabellini. The Clan and the Corporation: Sustaining Cooperation in China and Europe // Journal of Comparative Economics[англ.] : journal. — 2017. — Т. 45, № 1, Feb.. — С. 1—45.

Публикации на итальянском языке
- Италия в клетке / L’Italia in Gabbia, Bocconi University Press, Milano, 2008.
- Либерализация рынков и приватизация / Liberalizzazione dei mercati e privatizzazioni, edited jointly with F. Giavazzi and A. Penati, Il Mulino, 1998
- Фискальная конституция / La costituzione fiscale, edited jointly with F. Giavazzi and A. Penati, Il Mulino, 1998
- Новые рубежи экономической политики (III) / Le nuove frontiere della politica economica III, edited jointly with F. Giavazzi and A. Penati, Il Sole 24 Ore, 1997
- Новые рубежи экономической политики (II) / Le nuove frontiere della politica economica II, edited jointly with F. Giavazzi and A. Penati, Il Sole 24 Ore, 1996
- Новые рубежи экономической политики (I) / Le nuove frontiere della politica economica I, edited jointly with F. Giavazzi and A. Penati, Il Sole 24 Ore, 1995
- Лекции по макроэкономике / Letture di macroeconomia, edited jointly with F. Spinelli, Etas Libri, Milano, 1994
- Индексирование / Indicizzazione (edited by E. Colombatto and G. Tabellini), Biblioteca della Libertà, Torino, Italy, 1982, pp.115-132